# Philippe Marland
Philippe Marland (Saint-Florentin, 17 gennaio 1947) è un funzionario e ambasciatore francese, rappresentante permanente della Francia presso l'OCSE dal 2007 al 2009.
Sua moglie era Muriel Marland-Militello, deputata dell'UMP per il dipartimento delle Alpi Marittime, con la quale ha avuto una figlia, esponente della magistratura francese..

## Biografia
Originario di una famiglia di medici, nel 1967 si diploma all'Istituto di studi politici di Parigi e, due anni più tardi, si laurea in giurisprudenza.
Nel 1973 conclude il percorso di studi all'École nationale d'administration, specializzandosi nell'amministrazione civile. Viene subito nominato capo di gabinetto del prefetto di Sarthe, e, negli anni dal '74 al '77, ricopre il medesimo incarico nella prefettura di Yvelines.
Segretario generale del dipartimento di Allier, nell' '82 diviene vice-prefetto di Metz, capoluogo regionale della Lorena. Nei due anni successivi,  segretario generale del territorio della Nuova Caledonia.
Dall' '85 all' '86 è funzionario dell'Ufficio per gli Affari Sociali della Prefettura di Parigi e, dopo una parentesi politica come Responsabile Ufficio Bilancio del ministro Alain Juppé, dal 1987 è per un quinquennio viceprefetto di Saint-Germain-en-Laye.
Revisore contabile della 42ª sessione dell'Institut des hautes études de Défense nationale (HEDN), istituto parigino a diretto riporto del Primo Ministro, nel '92 viene promosso prefetto con deleghe alla sicurezza pubblica a Lione. L'anno seguente è primo consigliere del governo Balladur, nel quale Juppé copre la carica di Ministro degli Esteri e Sarkozy quella di Ministro del Bilancio. Raggiunge il livello più alto della carriera prefettizia previsto nell'ordinamento francese, dapprima di stanza nelle Alpi Marittime (dal '95 al '99), e poi nell'Alsazia e nel Basso Reno, durante il triennio successivo.
A partire dal 2002, è il vertice amministrativo del Ministero della Difesa sotto la direzione politica di Michèle Alliot-Marie. A ridosso delle presidenziali del 2007, quest'ultima fonda la corrente gaullista "Le Chêne" in seno all'UMP, lascia il partito per supportare Nicolas Sarkozy, che, dopo la vittoria elettorale, la nomina Ministro degli Interni.
Il 30 maggio 2007, Marland diviene ambasciatore permanente della Francia presso l'OCSE di Parigi, in carica fino al 30 giugno 2009.

Già prefetto onorario, nel 2015 si ritira dall'attività politica. Il 10 gennaio 2018, la Commissione Nazionale per il Dibattito Pubblico lo nomina garante della fase di consultazione pubblica preventiva in merito al progetto Promethe, un consorzio fra EDF e Production Électrique Insulaire per la costruzione di una centrale elettrica ibrida a Larivot di Matoury, nella Guyana francese.